# Berg-Thuir

Blick auf Thuir

Berg-Thuir ist ein Stadtteil der Stadt Nideggen im Kreis Düren in Nordrhein-Westfalen. Der Stadtteil besteht aus den beiden Dörfern Berg (auch: Berg vor Nideggen) und Thuir [tyːɐ̯].

## Lage
Berg und Thuir liegen am Rand der Zülpicher Börde mitten im Gebiet der devonischen Muschelkalkkuppen mit einer äußerst seltenen Flora.

## Geschichte

### Siedlungsgebiet
Die Gegend ist uraltes Siedlungsgebiet. Mitte der 1950er Jahre legten Archäologen südlich von Berg einen großen römischen Gutshof frei. Weitere neun Höfe wurden am Rödelsberg gefunden. Zwischen 100 und 400 n. Chr. wurde im nahegelegenen Badewald Erzbergbau betrieben. Bereits die Kelten trieben hier Bergbau, bevor die Römer kamen. Die Römer schürften nach Brauneisenstein und anderen metallhaltigen Steinen.
Auf dem Bergrücken zwischen Berg und Thuir, dem Breidel, wurden fränkische Gräber freigelegt. Auf dem Rödelsberg soll es, nach der Heimatforschung, im Jahre 56 v. Chr. ein Winterlager von Julius Caesar gegeben haben.
Mit einer Schenkung von 699 an das Kloster Echternach in "Montis in pago Tulpiacensi" (Berg im Zülpichgau) kann das hiesige Berg gemeint sein (Regnum Francorum online Echternach 006), es spricht aber wegen einer dem Hl. Willibrord (Gründer des Klosters Echternach) geweihten Kirche im Mechernicher Stadtteil Berg mehr dafür, dass die Schenkung dort veranlasst wurde.  
Im Mittelalter gehörte Berg zur Waldgrafschaft, die 1177 durch Heirat an die Grafen von Jülich überging. Mit Thuir zählte es später zur Unterherrschaft Thum.

### Neugliederung
Am 1. Januar 1972 wurde Berg-Thuir nach den Bestimmungen des Aachen-Gesetzes in die neue Stadt Nideggen eingemeindet. Nach dem Urteil des Oberverwaltungsgerichts vom 4. August 1972 verblieb Berg-Thuir bei Nideggen, dem vorläufig die Bezeichnung Stadt aberkannt wurde.

## Kirche

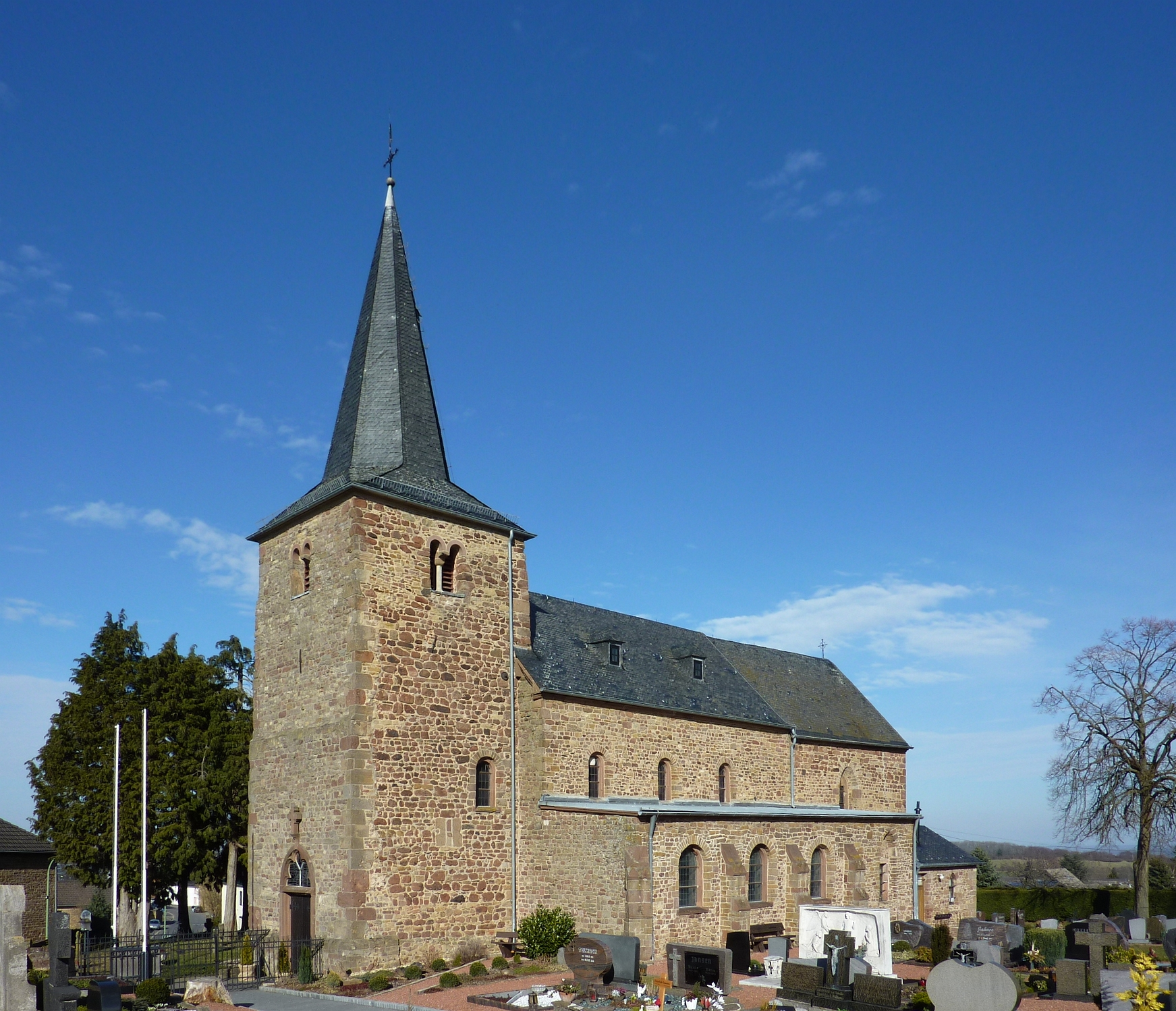
St. Clemens zu Berg

Die römisch-katholische Kirche St. Clemens wurde erstmals im Liber valoris um 1300 erwähnt. Das Clemenspatrozinium weist aber in noch frühere Jahrhunderte. Im 16. Jahrhundert wurde die Kirche, die vermutlich auf den Fundamenten eines heidnischen Tempels steht, mit Drover Sandstein zu einer dreischiffigen Basilika erweitert.

## Verkehr
Berg und Thuir sind über ein gut ausgebautes Landstraßennetz erreichbar. Den öffentlichen Personennahverkehr stellt Rurtalbus als Teil des Aachener Verkehrsverbunds sicher, wobei die Linie 211 beide Ortsteile, die Linie 233 und N3a nur Berg bedienen. Wochentags verkehrt zudem eine Fahrt der Linie 231 über Berg. Bis zum 31. Dezember 2019 wurde die Linie 211 von der Dürener Kreisbahn, die Linie 233 vom BVR Busverkehr Rheinland betrieben. 
| Linie | Verlauf |
| ----- | --- |
| 211   | Düren Bf/ZOB – StadtCenter – Kaiserplatz – Krauthausen – Niederau – Kreuzau – Drove – Thum – Thuir (– Muldenau – Embken) – Berg |
| 231   | Froitzheim – Ginnick – Embken – Wollersheim – Vlatten – Heimbach Bf – (Hasenfeld – Schwammenauel – Kermeter – Urfttalsperre/Hastenbach / Abtei Mariawald) / (Hergarten – Düttling) – Wolfgarten – Gemünd – Nierfeld – Olef – Schleiden |
| 233   | Zülpich Bf – Zülpich Frankengraben – Hoven – Langendorf – Bürvenich – Eppenich – (Embken –) Wollersheim – Berg – Nideggen |
| N3a   | Nachtbus: nur in den Nächten Fr/Sa und Sa/So Düren Bf/ZOB → Kaiserplatz → Niederau → Kreuzau → Leversbach → Nideggen → Thum |

## Vereine, Vereinigungen
- FC Montania Berg 1926 e. V.
- Kirchenchor St. Clemens
- Tambourcorps Edelweiß Berg 1921
- Karnevalsgesellschaft Berger Grieläächer 1967 e. V.
- Löschgruppe Berg der Freiwilligen Feuerwehr Nideggen mit Jugendfeuerwehr